# Сменовеховство

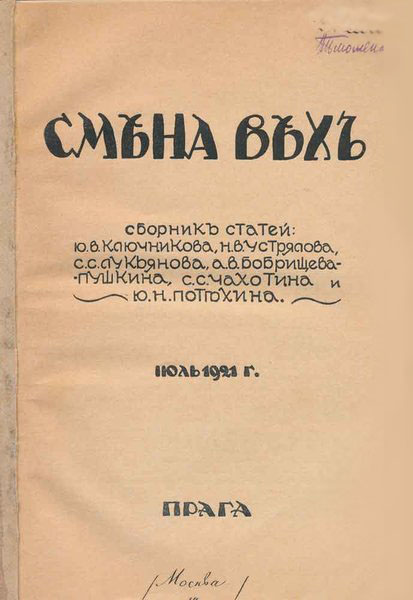
Обложка журнала «Смена Вех». Июль 1921

Сменове́ховство — идейно-политическое течение, возникшее в 1920-е годы в русской эмиграции первой волны, но имевшее много сторонников и в СССР. Название происходит от сборника статей «Смена вех», изданного в 1921 году в Праге, в котором были сформулированы основные идеи этого течения. 
Сменовеховцы выступали за примирение и сотрудничество с Советской Россией, мотивируя свою позицию тем, что большевистская власть уже «переродилась» и действует в национальных интересах России. Первым идеологом сменовеховства был харбинский профессор Николай Устрялов, который позднее работал в советской администрации КВЖД, в 1935 году вернулся в СССР и в 1937 году был расстрелян.

## Исторические этапы сменовеховства
Со временем понятие «сменовеховство» стало распространяться не только на авторов сборника «Смена вех» и их последователей, но и на всех сторонников примирения и сотрудничества с коммунистическим режимом в СССР, а затем и его юридическими преемниками в Российской Федерации. За время своего существования сменовеховство пережило несколько крупных этапов.
1-й этап — начался в 1920-е годы и продолжался до конца 1930-х, когда практически все прежние лидеры сменовеховства уехали в СССР, где были расстреляны НКВД (Николай Устрялов, Александр Бобрищев-Пушкин, Сергей Лукьянов, Юрий Ключников);
2-й этап — начался в 1941 году, когда Германия напала на СССР и продолжился после окончания войны в форме т. н. «советского патриотизма» определённой части эмиграции;
3-й этап — начался на рубеже 1980-х — 1990-х в связи с перестройкой, развалом СССР.

## Борьба со сменовеховством
Антиподом сменовеховства стал идейно-политический принцип Непримиримости. Главным противником сменовеховцев в эмиграции стал Русский Обще-Воинский Союз.